# Gutzon Borglum
John Gutzon de la Mothe Borglum (ur. 25 marca 1867 w St. Charles, zm. 6 marca 1941 w Chicago) – amerykański malarz i rzeźbiarz, twórca monumentalnych rzeźb w zboczu Mount Rushmore, przedstawiających twarze czterech prezydentów Stanów Zjednoczonych.

## Życiorys
Urodził się 25 marca 1867 roku w St. Charles, w Idaho. Był dzieckiem duńskich imigrantów Jamesa i Idy Michelson Borglumów. Jego ojciec był mormonem, który miał dwie żony – rodzone siostry. Od siódmego roku życia wychowywany był w Nebrasce. Miał brata, Solona, który również wybrał karierę rzeźbiarza.
Studiował sztukę w San Francisco. W wieku 22 lat ożenił się ze swoją nauczycielką, starszą od siebie o 18 lat, Elizabeth Janes Putnam. W 1890 roku wyjechał do Europy, by kontynuować studia na Académie Julian i w École des Beaux-Arts w Paryżu. Był uczniem między innymi Augusta Rodina, pod jego wpływem zainteresował się rzeźbą. Od 1896 przebywał w Anglii, gdzie zajmował się malarstwem, ilustrowaniem książek oraz rzeźbą. Jego prace zyskiwały uznanie zarówno we Francji, jak i w Wielkiej Brytanii. W 1901 wrócił do USA i osiadł w Nowym Jorku. W 1909 rozwiódł się z pierwszą żoną i poślubił Mary Montgomery, jedną z pierwszych kobiet z doktoratem, znającą sześć języków.

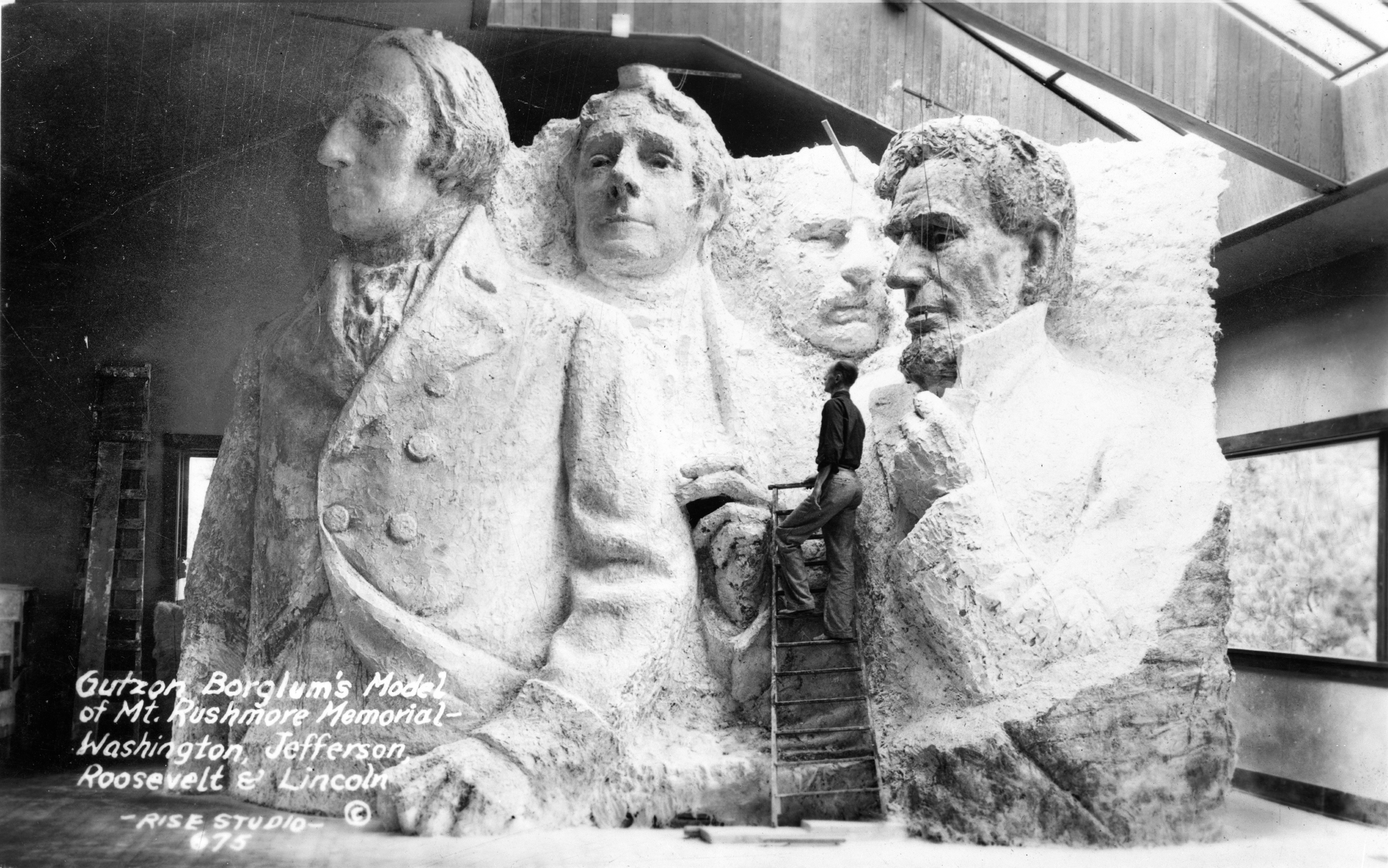
Artysta przy modelu pomnika czterech prezydentów USA

W 1907 Gutzon Borglum opracował projekt Pomnika Konfederacji w zboczu Stone Mountain w Georgii. Realizacja największego na owe czasy monumentu rozpoczęła się w 1923 roku. Dwa lata później, rzeźbiarz przerwał prace, zniszczył modele i opuścił teren budowy pomnika.
W 1927 roku artysta rozpoczął realizację swojego największego dzieła. Był to projekt monumentalnych rzeźb, popiersi czterech prezydentów USA, wykutych w zboczu Mount Rushmore w Dakocie Południowej. Gutzon Borglum był tu głównym rzeźbiarzem, przez 14 lat kierował ekipą złożoną z około 400 robotników.
6 marca 1941 roku rzeźbiarz zmarł w szpitalu w Chicago. W tym samym roku syn rzeźbiarza, Lincoln, zakończył realizację Mount Rushmore National Memorial.

## Twórczość

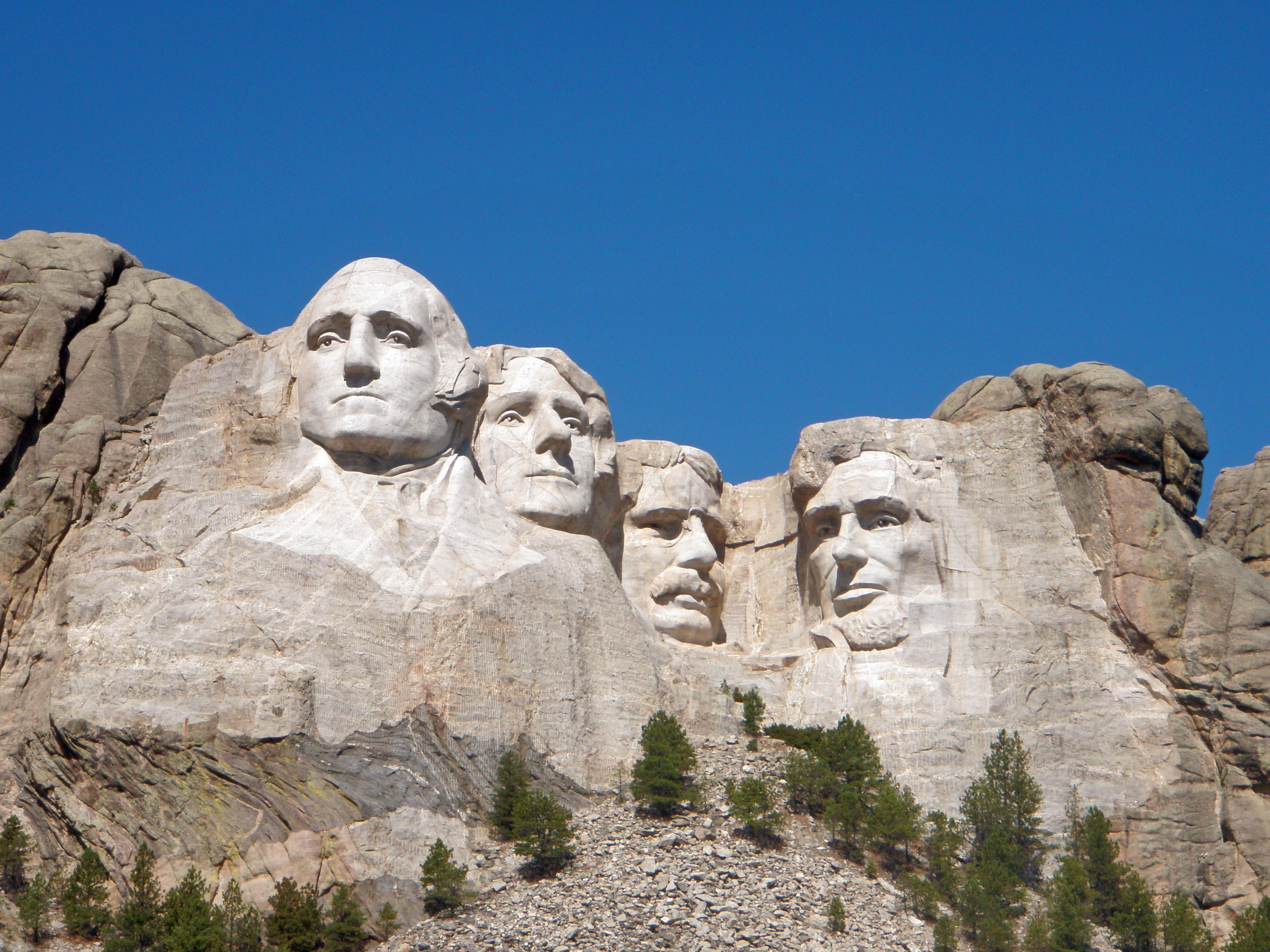
Mount Rushmore National Memorial w Dakocie Południowej

Najbardziej znanym dziełem Gutzona Borgluma jest Mount Rushmore National Memorial. Są to monumentalne rzeźby wykonane w granitowej skale zbocza Mount Rushmore w Dakocie Południowej. Przedstawiają twarze czterech prezydentów Stanów Zjednoczonych, artysta uwiecznił w ten sposób George’a Washingtona, Thomasa Jeffersona, Theodore’a Roosevelta i Abrahama Lincolna.
Artysta jest twórcą rzeźb postaci świętych, w tym apostołów, w katedrze św. Jana Bożego w Nowym Jorku. Wyrzeźbił popiersie prezydenta Abrahama Lincolna, obecnie znajdujące się w budynku Kapitolu w Waszyngtonie.
Gutzon Borglum jest autorem wielu pomników, w tym nieistniejącego już (odsłoniętego w 1931 roku), pomnika Woodrowa Wilsona w Poznaniu. Ufundowany przez Ignacego Paderewskiego pomnik został zniszczony w czasie okupacji niemieckiej.